# قله کارل مارکس
قله کارل مارکس (به تاجیکی: Қуллаи К. Маркс) با ۶٬۷۲۶ متر ارتفاع در رشته‌کوه پامیر در جنوب‌خاوری کشور تاجیکستان، جنوب‌باختری استان خودمختار کوهستان بدخشان، و در بخش خاوری شهرستان اشکاشم در مرز با افغانستان جای گرفته است.
کارل مارکس نام یکی از فیلسوفان غرب است.